# Eye of the Soundscape
Eye of the Soundscape – kompilacja polskiego zespołu muzycznego Riverside. Wydawnictwo ukazało się 21 października 2016 roku nakładem wytwórni muzycznej InsideOut Music. Nagrania były promowane teledyskiem do utworu – „Shine”.
Na płycie znalazły się cztery premierowe utwory: „Where the River Flows”, „Shine”, „Sleepwalkers” i „Eye of the Soundspace”. Utwór „Rapid Eye Movement (2016 Mix)” w oryginale ukazał się jako dodatek do albumu pod tym samym tytułem (2007). Utwór „Rainbow Trip (2016 Mix)” w oryginale ukazał się na singlu pt. Schizophrenic Prayer (2008). Z kolei utwory „Night Session – Part One” i „Night Session – Part Two” ukazały się pierwotnie jako materiał dodatkowy do albumu Shrine of New Generation Slaves (2013). Natomiast utwory „Heavenland”, „Return” i „Aether”, „Machines” i „Promise” zostały wydane, jako dodatek do albumu Love, Fear and the Time Machine (2015). 

## Lista utworów
Opracowano na podstawie materiału źródłowego.
| CD 1 | CD 1                            | CD 1    |
| Nr   | Tytuł utworu                    | Długość |
| ---- | ------------------------------- | ------- |
| 1.   | „Where the River Flows”         | 10:53   |
| 2.   | „Shine”                         | 4:09    |
| 3.   | „Rapid Eye Movement (2016 Mix)” | 12:40   |
| 4.   | „Night Session – Part One”      | 10:40   |
| 5.   | „Night Session – Part Two”      | 11:35   |
|      |                                 | 49:57   |

| CD 2 | CD 2                      | CD 2    |
| Nr   | Tytuł utworu              | Długość |
| ---- | ------------------------- | ------- |
| 1.   | „Sleepwalkers”            | 7:19    |
| 2.   | „Rainbow Trip (2016 Mix)” | 6:19    |
| 3.   | „Heavenland”              | 4:59    |
| 4.   | „Return”                  | 6:50    |
| 5.   | „Aether”                  | 8:43    |
| 6.   | „Machines”                | 3:53    |
| 7.   | „Promise”                 | 2:44    |
| 8.   | „Eye of the Soundspace”   | 11:30   |
|      |                           | 52:17   |

## Twórcy
Opracowano na podstawie materiału źródłowego.
| Zespół Riverside w składzie - Mariusz Duda – wokal prowadzący, gitara basowa - Michał Łapaj – instrumenty klawiszowe - Piotr Kozieradzki – perkusja, instrumenty perkusyjne - Piotr Grudziński – gitara elektryczna | Inni - Travis Smith – okładka, oprawa graficzna - Magda i Robert Srzedniccy – produkcja muzyczna, miksowanie, mastering, realizacja nagrań |